# Wake Up (álbum de The Vamps)
Wake Up es el segundo álbum de estudio de la banda británica de pop The Vamps. Fue lanzado el 27 de noviembre de 2015. Debutó y alcanzó el número 10 en la UK Albums Chart y ha sido certificado Disco de Oro.

## Sencillos
- "Wake Up" fue lanzado el 2 de octubre de 2015 como el sencillo principal del álbum.[5]
- "Rest Your Love" fue lanzado como segundo sencillo del álbum el 27 de noviembre de 2015.[6]
- "I Found a Girl" fue anunciado como el tercer sencillo del álbum[7] y fue lanzado el 1 de abril de 2016.[8] The Vamps también anunciaron en su Twitter que habría una nueva versión de la canción con un artista sorpresa.[9] Más tarde confirmaron que el artista invitado sería OMI.[10] La versión original de la canción había sido lanzada previamente como sencillo promocional el 23 de noviembre de 2015.[11]

### Sencillos  promocionales
- "Cheater" se lanzó como primer single de cuenta atrás del álbum el 13 de octubre de 2015.[12] Ese mismo día también se lanzó un vídeo promocional en la cuenta Vevo de la banda.[13]
- "Stolen Moments" se lanzó como segundo sencillo de cuenta regresiva del álbum el 4 de noviembre de 2015 junto con un lyric video en su canal de YouTube.[14]

## Gira mundial
La gira Wake Up World Tour comenzó en enero de 2016 y pasó por 18 países de 4 continentes. Entre los teloneros se encuentran The Tide (todas las fechas), Hometown (Reino Unido e Irlanda), Conor Maynard (Reino Unido), New Hope Club (Reino Unido e Irlanda), Tyde Levi (Australia), Little Sea (Australia), At Sunset (Australia) Before You Exit (Filipinas), William Singe (Filipinas) y Jayda Avanzado (Filipinas).

## Lista de Canciones
| Wake Up – Standard edition |                         |                                     |          |  |
| N.º                        | Título                  | Producer(s)                         | Duración |  |
| 1.                         | «Wake Up»               | Steve Mac Ammar Malik Kevin Snevely | 3:12     |  |
| 2.                         | «Rest Your Love»        | Carl Falk Rami Yacoub               | 3:16     |  |
| 3.                         | «Volcano» (con Silentó) | Mac                                 | 3:18     |  |
| 4.                         | «Million Words»         | Metrophonic                         | 3:42     |  |
| 5.                         | «Windmills»             | Mac                                 | 3:05     |  |
| 6.                         | «Stolen Moments»        | Matt Prime                          | 4:09     |  |
| 7.                         | «I Found a Girl»        | Mac                                 | 2:59     |  |
| 8.                         | «Be with You»           | Mac                                 | 3:11     |  |
| 9.                         | «Burn»                  | Jay Reynolds                        | 3:38     |  |
| 10.                        | «Cheater»               | Red Triangle                        | 3:14     |  |
| 11.                        | «Boy Without a Car»     | Red Triangle                        | 3:29     |  |
| 12.                        | «Held by Me»            | Tobias Karlsson                     | 3:38     |  |
| 40:51                      |                         |                                     |          |  |

| Wake Up – Deluxe edition (bonus tracks) |                  |                 |          |  |
| N.º                                     | Título           | Producer(s)     | Duración |  |
| 13.                                     | «Half Way There» | Prime Phil Cook | 3:11     |  |
| 14.                                     | «Runaway»        | Red Triangle    | 3:18     |  |
| 15.                                     | «Worry»          | Reynolds        | 3:36     |  |
| 16.                                     | «Coming Home»    | Tristan Evans   | 4:54     |  |
| 17.                                     | «Peace of Mind»  | Reynolds        | 3:05     |  |
| 18.                                     | «Written Off»    | Connor Ball     | 3:17     |  |
| 62:12                                   |                  |                 |          |  |

| Wake Up – Italian edition (bonus tracks) |                             |                   |          |  |
| N.º                                      | Título                      | Producer(s)       | Duración |  |
| 19.                                      | «Wake Up» (Italian version) | Mac Malik Snevely | 3:13     |  |
| 20.                                      | «Volcano» (con Moreno)      | Mac               | 3:19     |  |
| 68:44                                    |                             |                   |          |  |

| Wake Up – Japanese version (bonus tracks) |                                      |                   |          |  |
| N.º                                       | Título                               | Producer(s)       | Duración |  |
| 19.                                       | «Words (Don't Mean a Thing)»         |                   | 3:12     |  |
| 20.                                       | «Stay Here»                          | Simpson           | 3:51     |  |
| 21.                                       | «Wake Up» (acoustic version)         | Mac Malik Snevely | 4:04     |  |
| 22.                                       | «Risk It All» (Live at The O2 Arena) | Prime             | 5:30     |  |
| 78:49                                     |                                      |                   |          |  |

| Wake Up – DVD: The Vamps Live at The O2 Arena |                                                                         |          |  |
| N.º                                           | Título                                                                  | Duración |  |
| 1.                                            | «Intro» (Live)                                                          |          |  |
| 2.                                            | «Wild Heart» (Live)                                                     |          |  |
| 3.                                            | «Hurricane» (Live)                                                      |          |  |
| 4.                                            | «Somebody to You» (Live)                                                |          |  |
| 5.                                            | «Uptown Funk"/"Seven Nation Army"/"Shake It Off"/"We Can't Stop» (Live) |          |  |
| 6.                                            | «Last Night» (Live)                                                     |          |  |
| 7.                                            | «Move My Way» (Live)                                                    |          |  |
| 8.                                            | «In Too Deep» (Live)                                                    |          |  |
| 9.                                            | «Teenagers» (Live)                                                      |          |  |
| 10.                                           | «Another World» (Live)                                                  |          |  |
| 11.                                           | «Lovestruck» (Live)                                                     |          |  |
| 12.                                           | «Girls on TV» (Live)                                                    |          |  |
| 13.                                           | «Oh Cecilia (Breaking My Heart)» (Live)                                 |          |  |
| 14.                                           | «Risk It All» (Live)                                                    |          |  |
| 15.                                           | «Can We Dance» (Live)                                                   |          |  |

| Wake Up — North American Standard edition |                               |          |  |
| N.º                                       | Título                        | Duración |  |
| 1.                                        | «Wake Up»                     | 3:12     |  |
| 2.                                        | «Rest Your Love»              | 3:16     |  |
| 3.                                        | «Volcano» (featuring Silentó) | 3:18     |  |
| 4.                                        | «Million Words»               | 3:42     |  |
| 5.                                        | «Windmills»                   | 3:05     |  |
| 6.                                        | «I Found a Girl»              | 2:59     |  |
| 7.                                        | «Be with You»                 | 3:11     |  |
| 8.                                        | «Burn»                        | 3:38     |  |
| 9.                                        | «Cheater»                     | 3:14     |  |
| 10.                                       | «Stolen Moments»              | 4:09     |  |
| 11.                                       | «Boy Without a Car»           | 3:29     |  |
| 12.                                       | «Worry»                       | 3:36     |  |
| 40:49                                     |                               |          |  |

| Wake Up — North American Deluxe edition (bonus tracks) |                 |          |  |
| N.º                                                    | Título          | Duración |  |
| 13.                                                    | «Held by Me»    | 3:38     |  |
| 14.                                                    | «Peace of Mind» | 3:05     |  |
| 15.                                                    | «Coming Home»   | 4:54     |  |
| 52:26                                                  |                 |          |  |

Notas
- Créditos adaptados de las notas del álbum

## Personal
Créditos adaptados de las notas del CD Wake Up (Deluxe Version) 
The Vamps
- Bradley Simpson - voz principal y coros (todos los temas).
- Connor Ball - bajo, coros, voz principal (1, 17-18)
- James McVey - guitarra solista, coros, voz principal (pista 2)
- Tristan Evans - batería, coros

Intérpretes
- Ammar Malik - coros adicionales (1, 3, 5, 8)
- Ross Golan - coros adicionales (1, 7)
- Steve Mac]] - coros adicionales (1), teclados (1, 3, 5, 7, 8), cuerdas (3)
- Paul Gendler - guitarra (1, 7, 8), guitarra adicional (3, 5)
- Chris Laws - batería adicional (1, 3, 5, 7, 8)
- Carl Falk - guitarras (2), programación (2), coros adicionales (2)
- Rami Yacoub]] - bajo (2), programación (2), coros adicionales (2)
- Savan Kotecha - coros adicionales (2)
- Tobias Karlsson (compositor)|Tobias Karlsson]] - teclados (12), programación (12), guitarra (12), bajo (12)
- Shellback (productor discográfico)|Shellback]] - coros adicionales (2)
- Thrice Noble - programación adicional (12)
- Kristoffer Fogelmark - coros adicionales (2)
- Albin Nedler - coros adicionales (2)
- Wayne Hector - coros adicionales (3)
- Silento - voz (3)
- Alex Smith - teclados (4), programación (4)
- Matt Furmidge - teclados (4), programación (4)
- Jay Reynolds - teclados (9, 15, 17), programación (9, 15, 17)
- Rick Parkhouse - percusión (11, 14)
- George Tizzard - percusión (11, 14), teclados (11, 14)
- Johan Carlsson - teclados (12), programación (12)
- Matt Prime - programación (13)
- Phil Cook - programación adicional (6)

Producción y grabación
- Steve Mac - producción (1, 3, 5, 7, 8)
- Ammar Malik - producción (1)
- Kevin Snevely - producción (1)
- Daniel Pursey - ingeniería (1, 3, 5, 7, 8)
- Chris Laws - ingeniería (1, 3, 5, 7, 8), mezcla (5, 7, 8)
- John Hanes - asistente de ingeniería de mezclas (1, 2, 3, 12)
- Serban Ghenea - mezclas (1, 2, 3, 12)
- Carl Falk - producción (2)
- Rami Yacoub - producción (2)
- Thomas Cullison - ingeniería (2)
- Metrophonic - producción (4)
- Alex Smith - ingeniería (4)
- Matt Furmidge - ingeniería (4)
- Dom Liu - ingeniería (4)
- Michael Brauer - ingeniería (4)
- Matt Prime - producción (6, 13), mezclas (6, 13)
- Phil Cook - producción adicional (13)
- Joe Zook - mezcla (10)
- Jay Reynolds - producción (9, 15, 17), mezclas (9, 15, 17, 18)
- Red Triangle - producción (10, 11, 14), mezclas (11, 14)
- Rick Parkhouse - ingeniería (11, 14)
- Chester Barrett - ingeniería (11, 14)
- Tobias Karlsson (compositor)|Tobias Karlsson]] - producción (12)
- Noah Passovoy - producción vocal (12), ingeniería (12)
- Tristan Evans - producción (16), mezcla (16)
- Connor Ball - producción (18)

## Charts
| Chart (2015)                    | Peak position |
| ------------------------------- | ------------- |
| Australia (ARIA)                | 23            |
| Bélgica (Ultratop flamenca)     | 37            |
| Bélgica (Ultratop valona)       | 78            |
| Países Bajos (Album Top 100)    | 45            |
| Irlanda (IRMA)                  | 17            |
| Italia (FIMI)                   | 45            |
| Taiwán (Five Music)             | 19            |
| Escocia (Scottish Albums Chart) | 6             |
| España (PROMUSICAE)             | 23            |
| Reino Unido (UK Albums Chart)   | 10            |
| Estados Unidos (Billboard 200)  | 186           |

## Formatos de Lanzamiento
Standard edition
- 12 canciones

Deluxe edition
- 18 canciones

Limited edition (no disponible después de Navidad 2015, solo disponible con el merchandising del world tour)
- CD – 18 canciones
- DVD: The Vamps Live at The O2 Arena

Limited Access All Areas edition
- CD – 18 canciones
- DVD: The Vamps Live at The O2 Arena
- Descarga digital – 18 canciones
- Unique online experience
- Curated music videos
- Social stream news updates
- Interactive booklet
- Lyric poster
- Art cards

## Historial de Lanzamiento
| Región       | Fecha                   | Formato(s)                  | Discográfica(s) | Edicione(s)                      | Ref.   |
| ------------ | ----------------------- | --------------------------- | --------------- | -------------------------------- | ------ |
| Australia    | 27 de noviembre de 2015 | CD CD+ DVD Descarga digital | Virgin EMI      | Standard Deluxe                  | [ 37 ] |
| Europa       | 27 de noviembre de 2015 | CD CD+ DVD Descarga digital | Virgin EMI      | Standard Deluxe Access All Areas | [ 16 ] |
| Norteamérica | 4 de diciembre de 2015  | CD Descarga digital         | Island          | Standard Deluxe                  |        |